# Kinixys homeana
Espèce
Statut de conservation UICN

CR : 
En danger critique
Statut CITES
Kinixys homeana est une espèce de tortues de la famille des Testudinidae.

## Description
D’une longueur habituelle de 14 à 18 cm (max 22), cette tortue terrestre possède une carapace couverte d’écailles, avec une dossière fortement bombée. La partie postérieure de la dossière est mobile, et l’articulation est bien visible chez les adultes. Le rebord externe des écailles marginales antérieures et postérieures, pointu, donne un aspect dentelé. Le plastron est rigide. Les pattes sont griffues (5 par patte à l’avant et 4 à l'arrière). La coloration de la dossière est brun plus ou moins foncé avec des taches jaunes irrégulières. Le plastron est jaunâtre avec le centre des plaques plus sombre.

## Répartition et habitat
Cette espèce se rencontre au Congo-Kinshasa, au Gabon, en Guinée équatoriale, au Cameroun, au Nigeria, au Bénin, au Ghana, en Côte d'Ivoire et au Liberia.
Sa présence est incertaine au Togo.
Elle se retrouve dans un biotope de forêts denses, de forêts secondaires, de galeries forestières, de plantations ou encore dans d’autres milieux humides en bordure du golfe de Guinée,.

## Conservation
Selon l'UICN (2021), l'espèce est en danger critique d'extinction (CR). Son statut de conservation s'est donc aggravé cette dernière décennie (anciennement Vulnérable). Selon africanchelonian.org, les menaces les plus importantes qui pèsent sur Kinixys homeana et Kinixys erosa sont "la chasse par les populations locales dans des conditions économiques désespérément pauvres, l’expansion agricole et industrielle, et le commerce pour l’industrie des animaux de compagnie". 

## Publication originale
- Bell, 1827 : On two new genera of land tortoises. Transactions of the Linnean Society of London, vol. 15, p. 392-401 (texte intégral).